# Железнодорожная катастрофа в Вуппертале (1999)
Железнодорожная катастрофа в Вуппертале — крупная железнодорожная катастрофа подвесной железной дороги в Вуппертале. Во время следования поезд наскочил колёсами на забытые строительные когти, после чего сорвался с пути и упал в реку. 5 человек погибли, 47 — пострадали. Впоследствии на месте трагедии была поставлена памятная табличка.

## Ход событий

### Катастрофа
Ночью с 11 по 12 апреля, бригада заменявшая рельсы на участке, в утренних сумерках забывают снять с рельс зажим. Приближающийся поезд, ехавший на скорости 50 километров в час. В результате столкновения с зажимом, поезд падает на трубопровод. В результате погибает 5 человек.

### Последствия
В результате катастрофы, расследование выявило отсутствие надлежащего контроля при выполнении ремонтных работ. Оператор подвесной дороги выделил 1.3 миллиона марок компенсации пострадавшим в результате катастрофы, и родственникам погибших. После проверок всей подвесной дороги, подвижного состава, подвесная дорога снова вводится в эксплуатацию. На месте катастрофы была установлена памятная табличка.